# David Defiagbon
David Dejiro Defiagbon (Sapele, Nigeria, 12 de junio de 1970–Las Vegas, 24 de noviembre de 2018) fue un deportista canadiense que compitió en boxeo.
Participó en dos Juegos Olímpicos de Verano, en los años 1992 y 1996, obteniendo una medalla de plata en Atlanta 1996, en el peso pesado.
En octubre de 1996 disputó su primera pelea como profesional. En su carrera profesional tuvo en total 23 combates, con un registro de 21 victorias y dos derrotas.
Falleció a los 48 años en Las Vegas, Nevada, por complicaciones cardiovasculares.

## Palmarés internacional
| Juegos Olímpicos | Juegos Olímpicos         | Juegos Olímpicos | Juegos Olímpicos |
| Año              | Lugar                    | Medalla          | Categoría        |
| ---------------- | ------------------------ | ---------------- | ---------------- |
| 1996             | Atlanta (Estados Unidos) | Medalla de plata | 91 kg            |